# ボーデ博物館

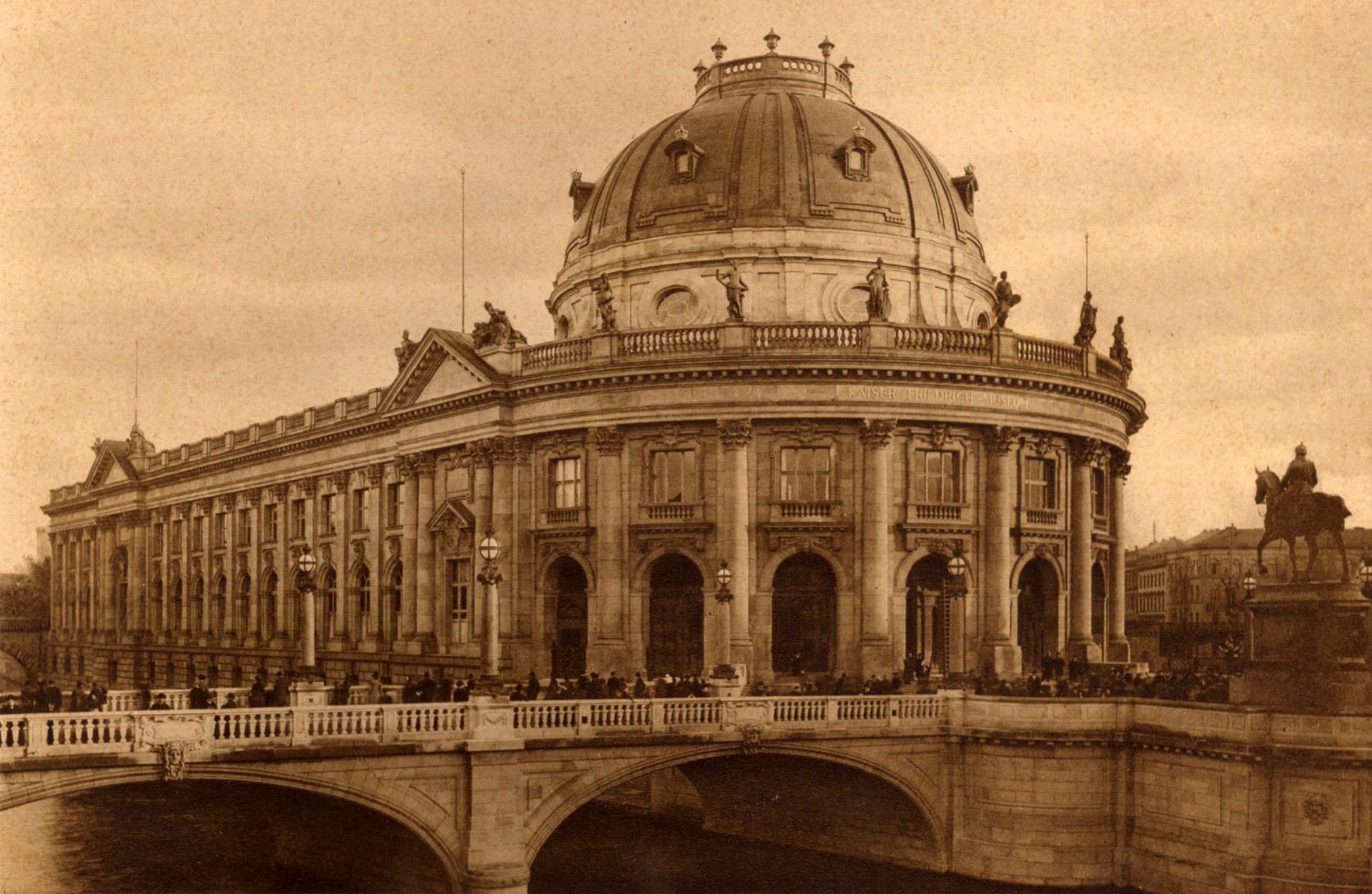
1904年当時のボーデ博物館

ボーデ博物館（ボーデはくぶつかん、独: Bode-Museum) はドイツ・ベルリンのムゼウムスインゼル（博物館島）にある博物館。建築家エルンスト・ フォン・イーネによるデザインで、1904年に完成した歴史的建造物でもある。完成当時はドイツ皇帝フリードリヒ3世にちなんでカイザー＝フリードリヒ博物館と呼ばれていたが、初代キュレータを務めたヴィルヘルム・フォン・ボーデに敬意を表して1956年に現在の名前に変更された。
ボーデ博物館は改修工事のために1997年にいったん閉館し、2006年10月18日に再開館した。現在のボーデ博物館は、彫刻、ビザンティン美術品、コイン、メダルが主な収蔵品となっている。
彫刻のコレクションは東方教会、とくにエジプトのコプト正教会関連のものが所蔵され、ビュザンティオンやラヴェンナから収集した中世イタリアゴシック期、初期ルネサンス期の彫刻がある。また、後期ドイツゴシックの作品もドイツ南部の彫刻家ティルマン・リーメンシュナイダーや、18世紀プロイセンのバロック彫刻が所蔵されている。ベルリン美術館の絵画館に所蔵されている優れた絵画も、ボーデ美術館の彫刻コレクションに統合される予定になっている。これはボーデの構想だった「スタイル・ルーム」によるもので、中流階級以上のプライベートコレクションに所蔵されていたときと同様に、彫刻、絵画、工芸品は同じ場所に展示されるべきであるとするボーデの信念に基づいている。
同じく博物館島に位置するペルガモン博物館に現在収蔵されている「コイン・キャビネット (Münzkabinett)」は学問的に見ても世界有数のコレクションの一つである。紀元前7世紀の小アジアで最初に鋳造されたコインから現在のコインまで、さまざまな時代のコインが所蔵されている。およそ50万点にのぼる膨大なコインのコレクションは、歴史研究における貴重な資料であり、同時に非常に重要な芸術品でもある。

## ギャラリー

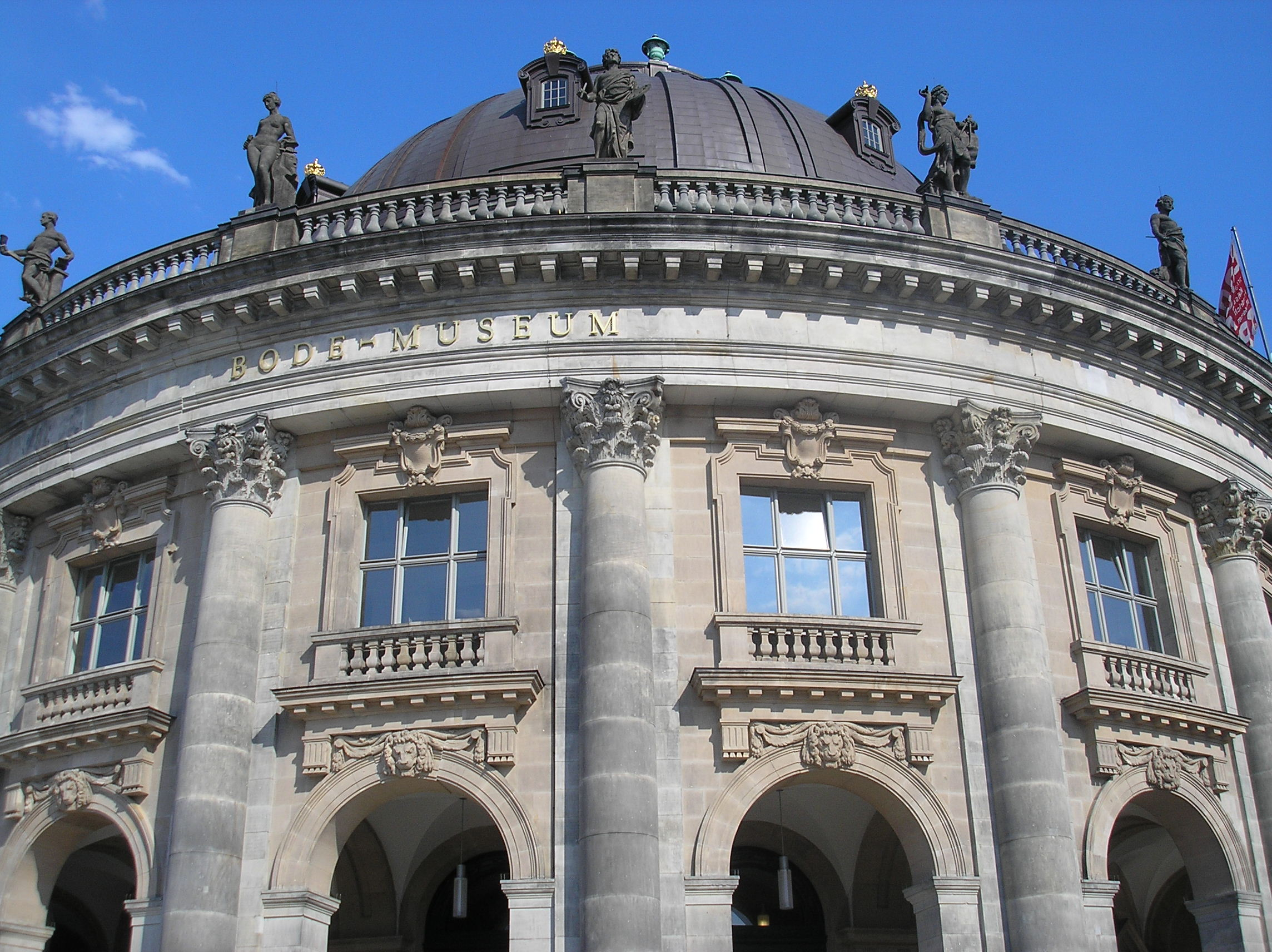
博物館正面（2007年）
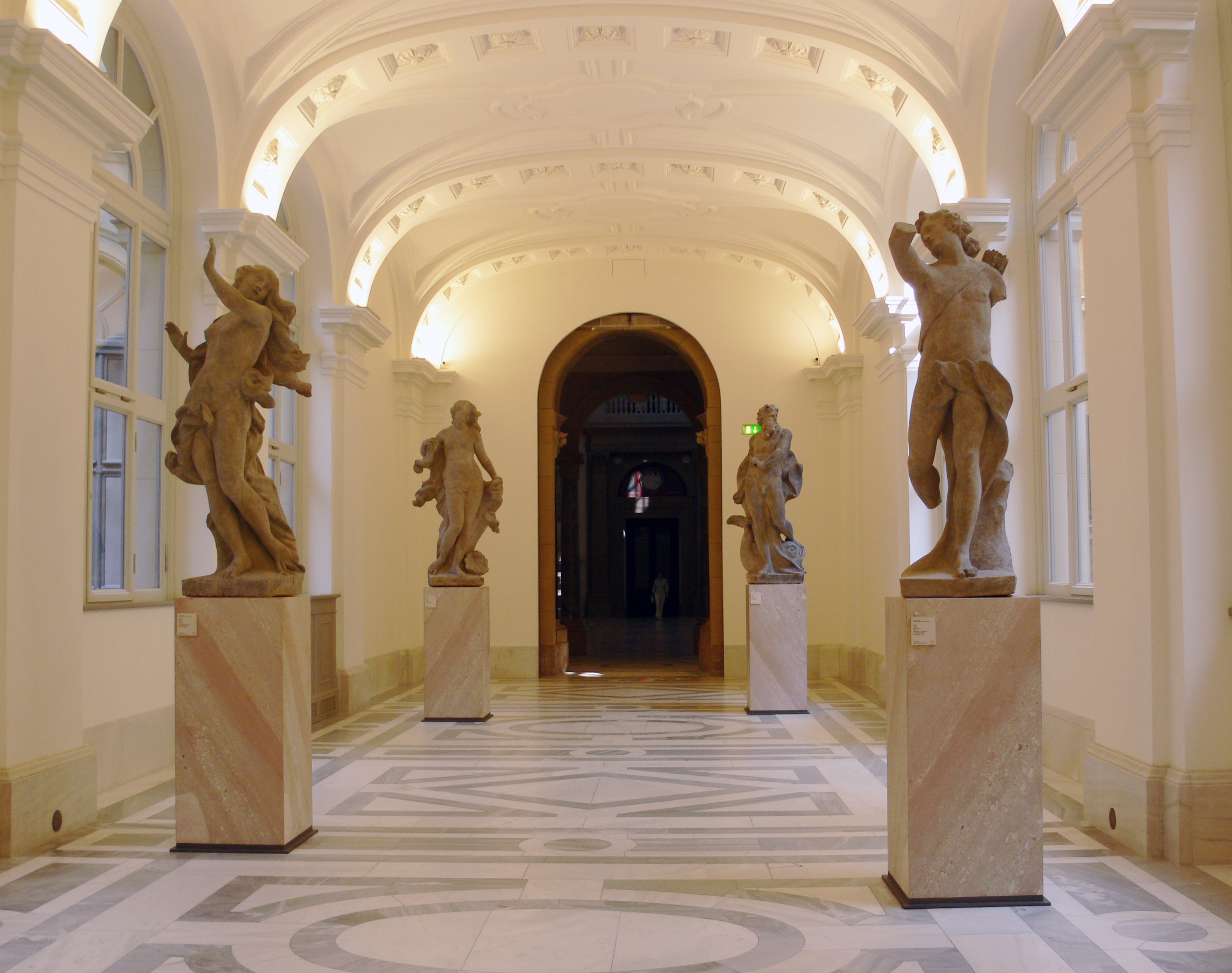
エントランス・ホール
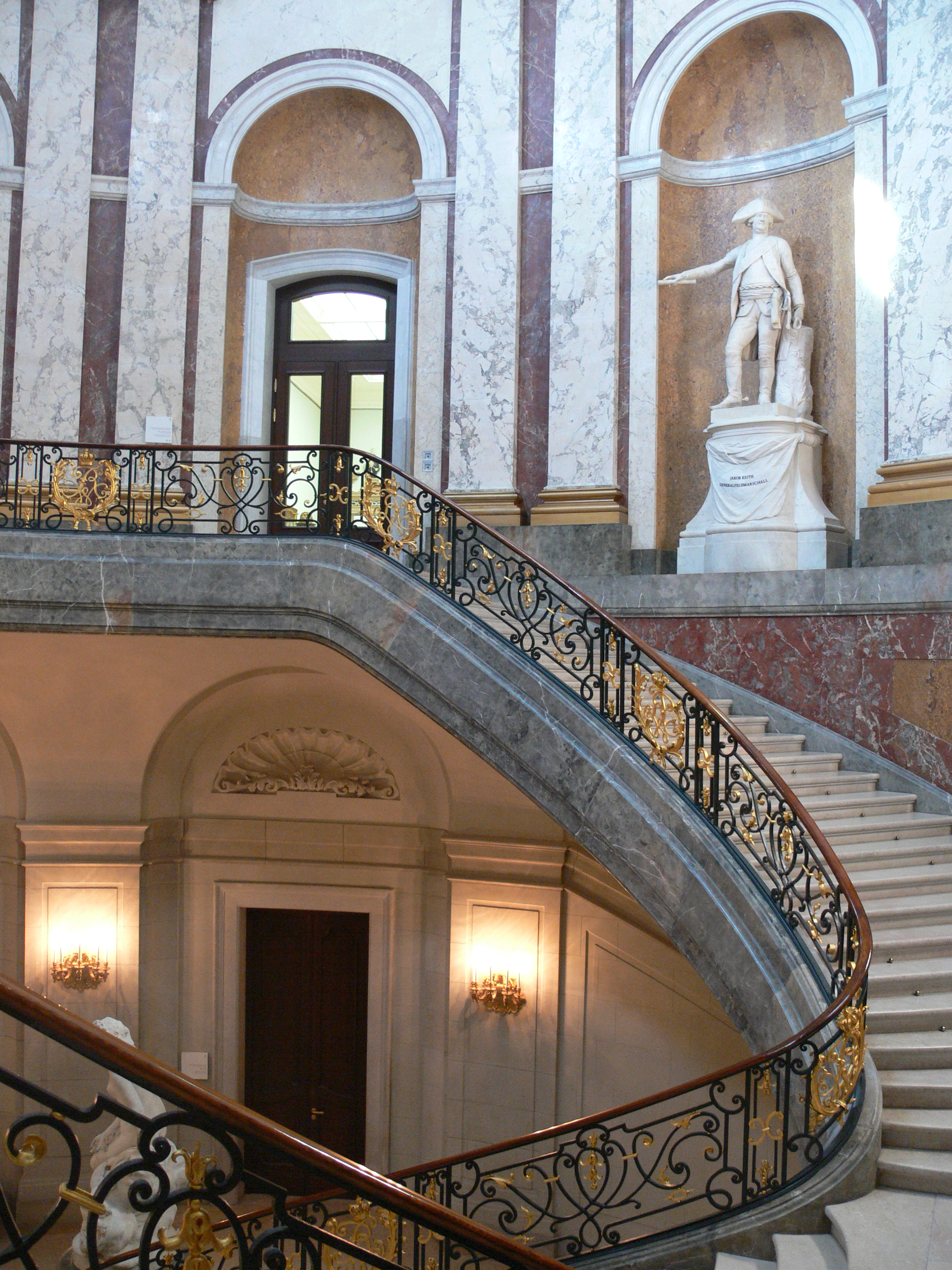
精緻な装飾の階段
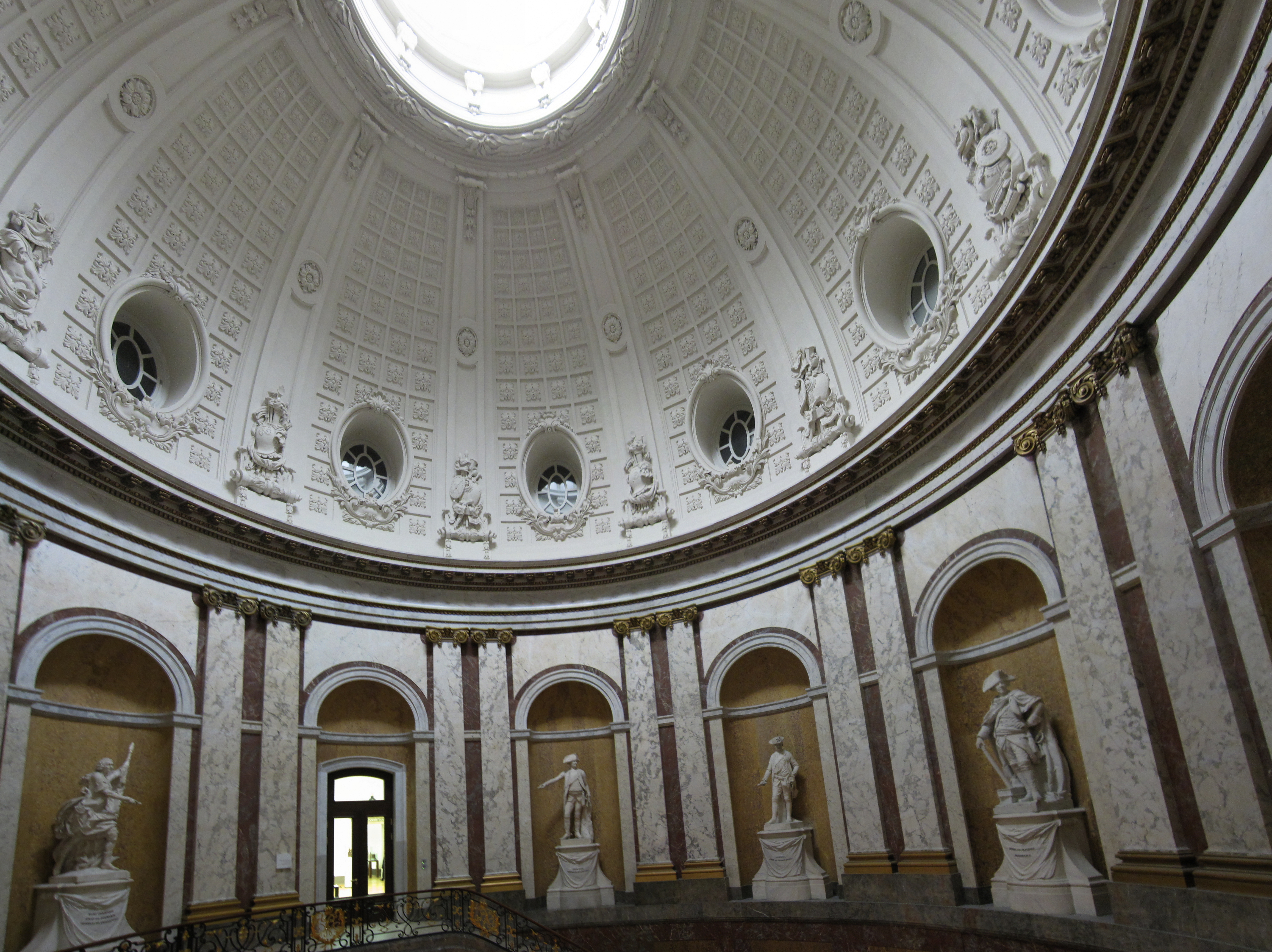
ドームの丸天井
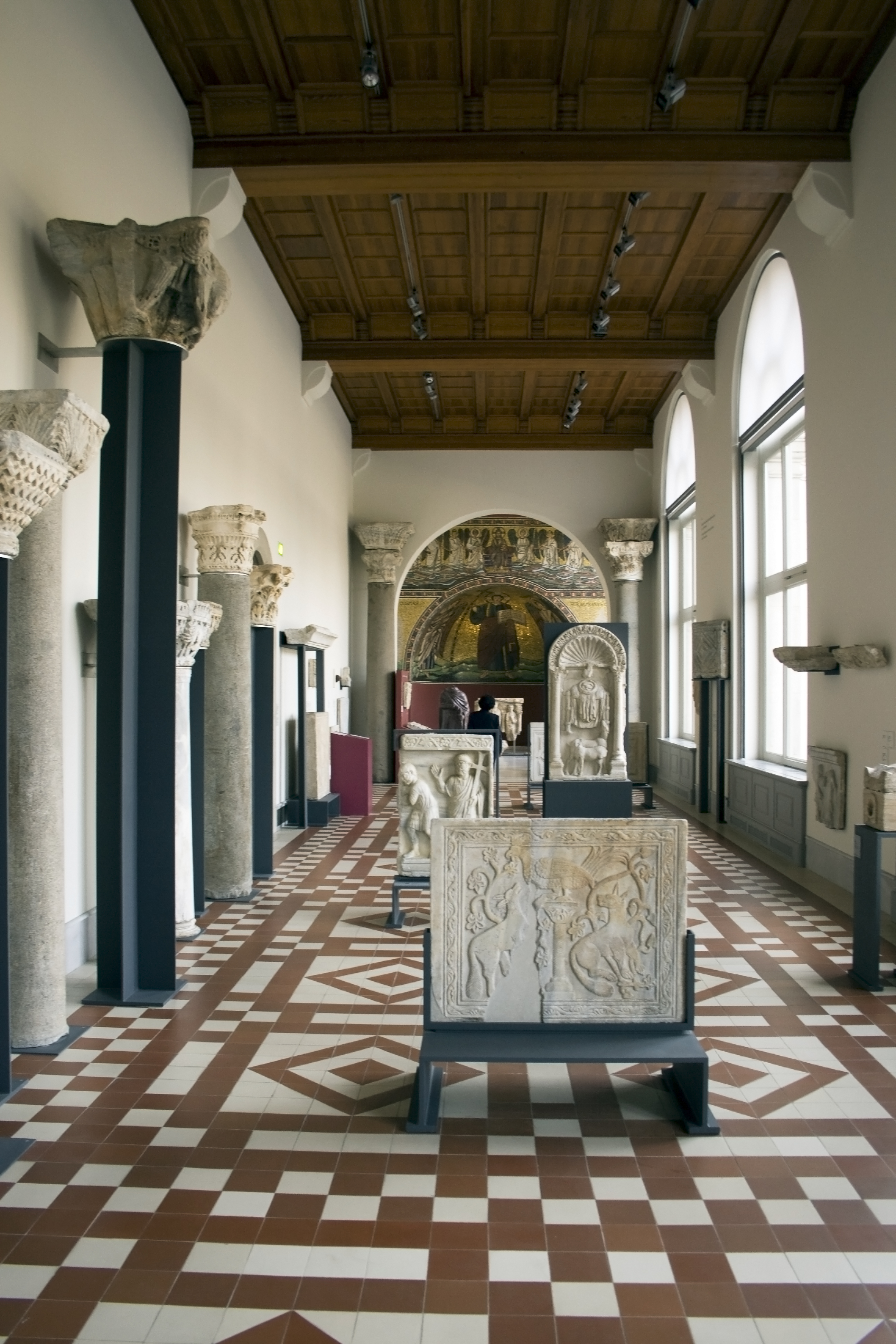
ビザンティン美術のコレクション
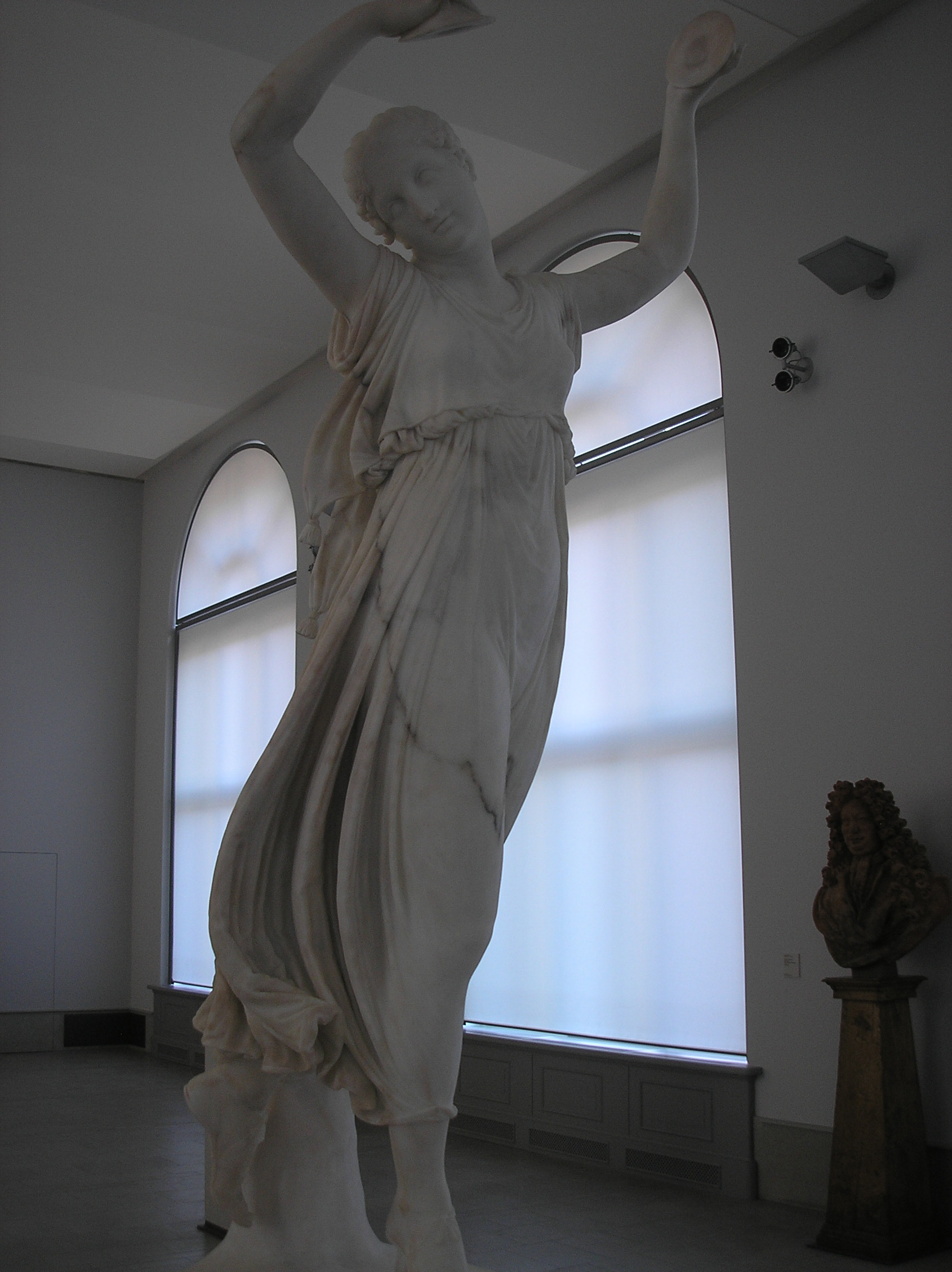
『踊り子』, アントニオ・カノーヴァ
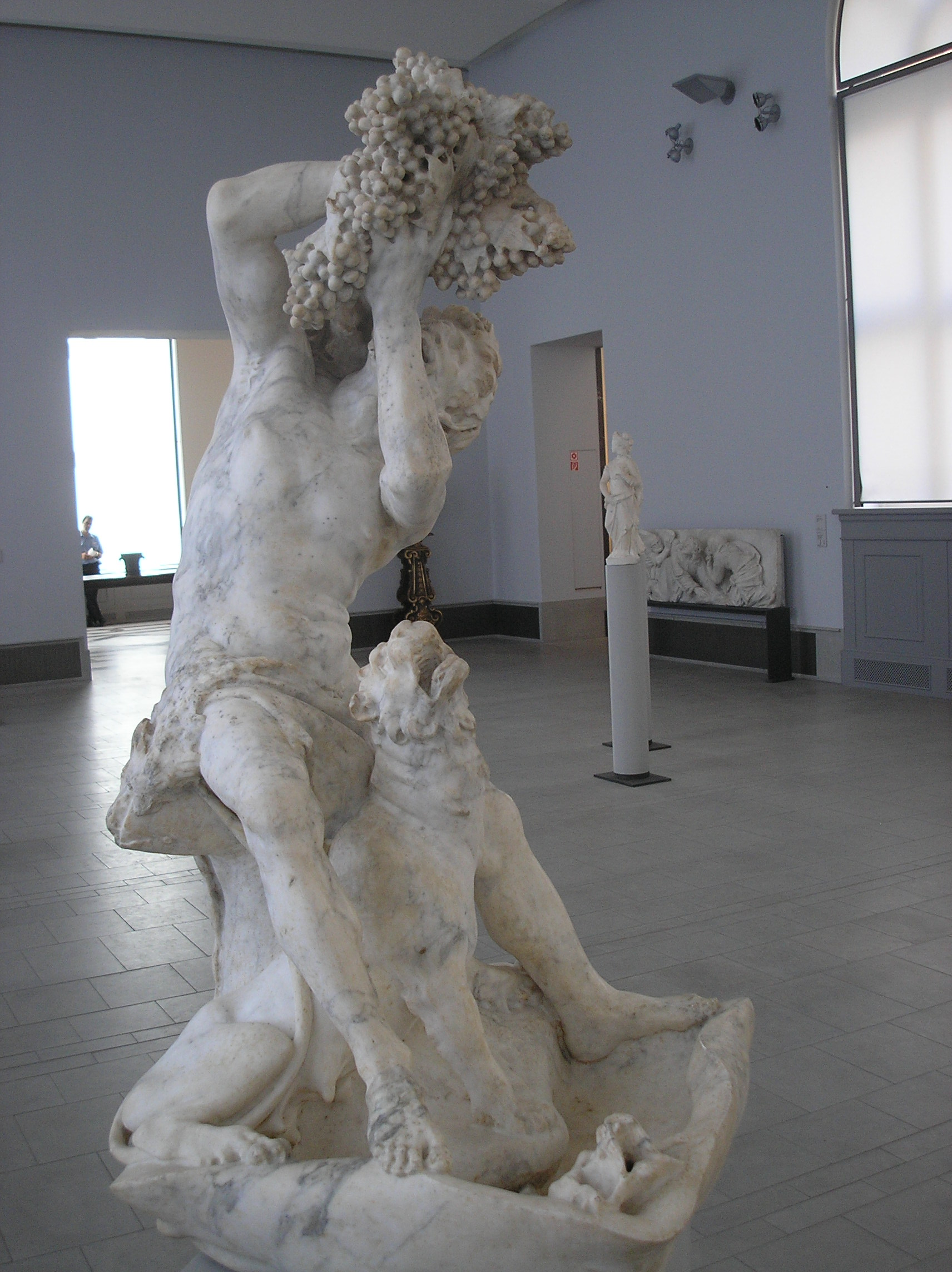
『噴水』, ジャン・ロレンツォ・ベルニーニ
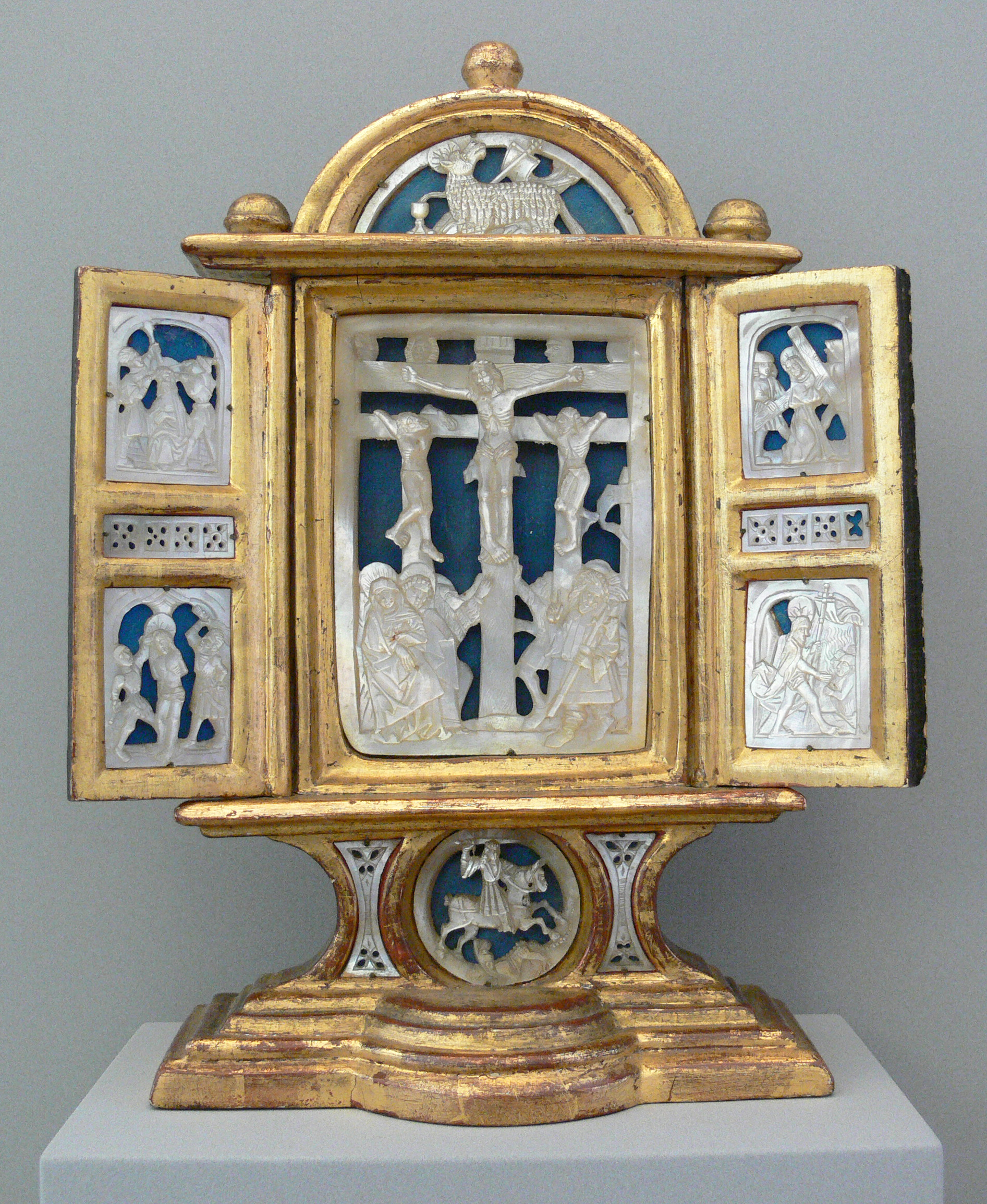
「キリストの受難」の三連祭壇, 木と真珠貝（1520年頃）

## 事件・事故
2017年3月27日、収蔵品の重さ100kgの金貨が盗難に遭った。被害額は約400万ドル。